# Lincos
Lincos (en grec antic Λύγκος) va ser, segons la mitologia grega, un rei d'Escítia (o de Sicília si creiem a Higí). Algunes versions el fan fill de Tànatos.
Quan Triptòlem va ser enviat per Demèter per tot el món a difondre el cultiu del blat, va arribar al palau de Lincos i va ser acollit com a hoste pel rei. Durant la nit, Lincos va tractar de matar Triptòlem per endur-se ell tot el mèrit sobre l'expansió del blat. Va aparèixer Demèter i va transformar Lincos en linx, salvant Triptòlem. Per això els escites, poble nòmada, no cultiven el blat.